# Echeveria affinis
Echeveria affinis ist eine Pflanzenart aus der Gattung der Echeverien (Echeveria) in der Familie der Dickblattgewächse (Crassulaceae). Das Artepitheton affinis stammt aus dem Lateinischen, bedeutet ‚artverwandt‘ und verweist auf eine angenommene, aber nicht zutreffende Verwandtschaft mit einem anderen Taxon.

## Beschreibung

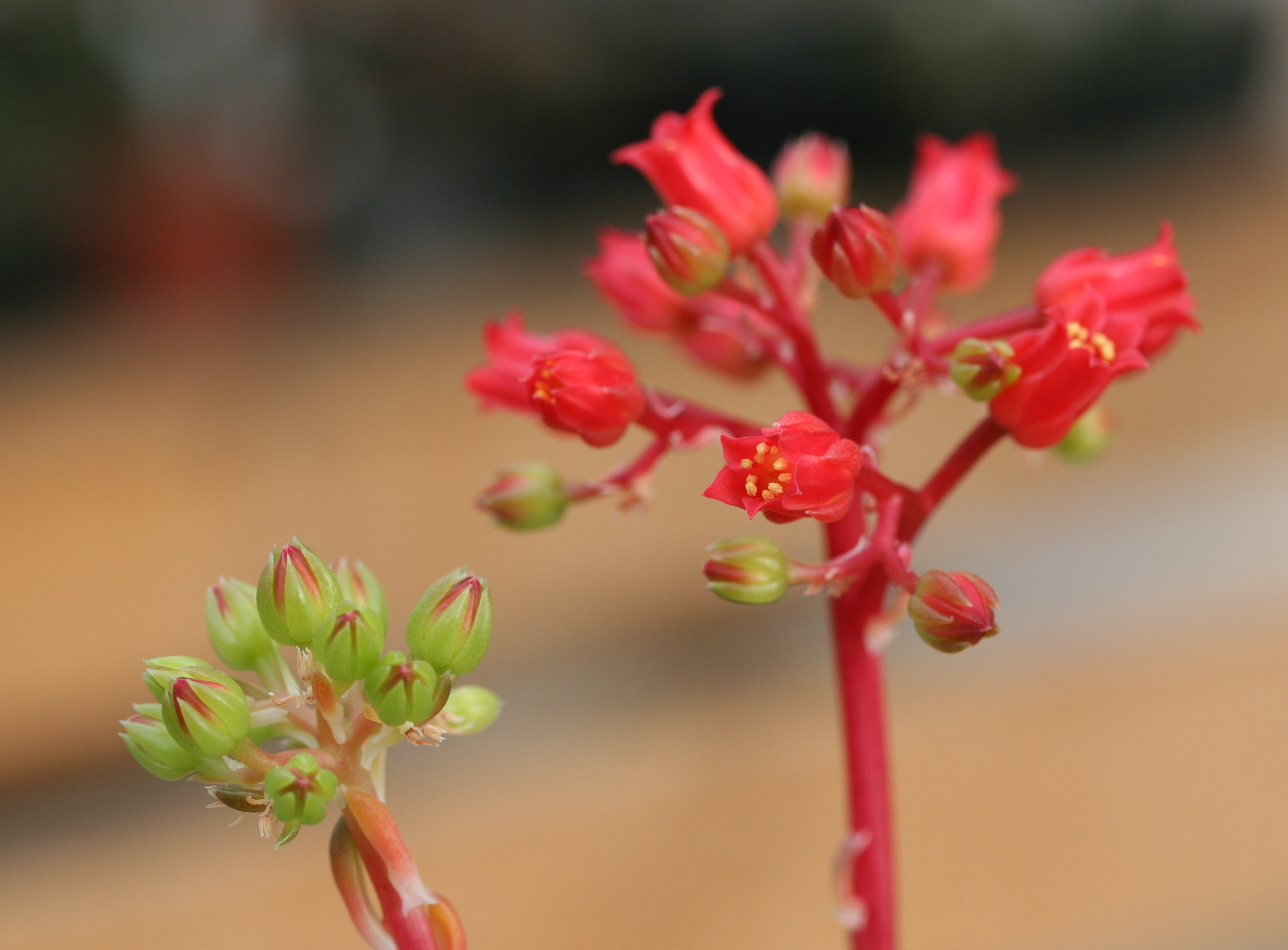
Blüten und Knospen

Echeveria affinis erreicht in der Regel Wuchshöhen von bis zu 5 Zentimetern und bildet nur langsam Sprosse aus. Die Blattrosetten werden 6 bis 8, manchmal auch bis 22 Zentimeter im Durchmesser. Die breit verkehrt lanzettlichen und kurz zugespitzten Laubblättern sind 3,4 bis 7, manchmal auch bis 11 Zentimeter lang und 1,1 bis 2,4, manchmal auch bis 4 Zentimeter breit. Sie sind grün bis fast schwarz gefärbt und haben eine fast flache Oberfläche. 
Der 20 bis 30, manchmal auch bis 40 Zentimeter hohe Blütenstand bildet am oberen Ende abgeflachte Cymen aus. Diese haben drei bis fünf ausgebreitete Zweige mit jeweils vier bis zehn Einzelblüten. Die Kronblätter werden bis 8 Millimeter lang, die Kelchblätter sind angepresst. Die scharlachrote Blütenkrone ist stumpf fünfkantig geformt, 10 Millimeter lang und am Schlund etwa 8 Millimeter im Durchmesser. 
Die Chromosomenzahl beträgt 2n = 60.

## Verbreitung und Systematik
Echeveria affinis ist in den mexikanischen Bundesstaaten Durango und Sinaloa verbreitet.
Die Erstbeschreibung erfolgte 1958 durch Edward Eric Walther.
Es existiert eine von der Art abweichende Form vom Cerro Surotato. Diese besitzt längere Triebe, größere und grünere Blätter und eine stärker ausgebreitete Blütenrispe als die Art.

## Nachweise